# Ahmed Saber
Ahmed Saber, Ahmad Sabir (arab.: أحمد صابر, Aḥmad Ṣābir) piłkarz egipski grający na pozycji bramkarza.

## Kariera klubowa
W swojej karierze Saber grał w klubie Al-Mokawloon al-Arab.

## Kariera reprezentacyjna
W 1998 roku Saber został powołany do reprezentacji Egiptu na Puchar Narodów Afryki 1998. Egipt wygrał ten turniej, a on sam był rezerwowym bramkarzem dla Nadera El-Sayeda.